# Chechenglu (sockenhuvudort i Kina, Hubei Sheng, lat 32,64, long 110,76)
Chechenglu (kinesiska: 车城路) är en sockenhuvudort i Kina. Den ligger i provinsen Hubei, i den centrala delen av landet, omkring 400 kilometer nordväst om provinshuvudstaden Wuhan. Antalet invånare är 121 907. Befolkningen består av 59 527 kvinnor och 62 380 män. Barn under 15 år utgör 15,0 %, vuxna 15-64 år 77 %, och äldre över 65 år 7,0 %.
Runt Chechenglu är det tätbefolkat, med 493 invånare per kvadratkilometer. Närmaste större samhälle är Shiyan, 2,2 km nordost om Chechenglu. I omgivningarna runt Chechenglu växer i huvudsak blandskog.
Genomsnittlig årsnederbörd är 964 millimeter. Den regnigaste månaden är augusti, med i genomsnitt 166 mm nederbörd, och den torraste är december, med 8 mm nederbörd.